# Вессинг, Михаэль
Михаэль Томас Мария Вессинг (нем. Michael Thomas Maria Wessing; 29 августа 1952, Реклингхаузен, Северный Рейн-Вестфалия — 7 мая 2019, Оснабрюк, Нижняя Саксония) — западногерманский легкоатлет, специалист по метанию копья. Выступал за сборную ФРГ по лёгкой атлетике в 1970-х годах, чемпион Европы, победитель Кубка мира, шестикратный чемпион западногерманского национального первенства, рекордсмен страны, участник летних Олимпийских игр в Монреале.

## Биография
Михаэль Вессинг родился 29 августа 1952 года в городе Рекклингхаузен, ФРГ.
В детстве играл в гандбол, но затем перешёл в лёгкую атлетику. Проходил подготовку в Ваттеншайде в местном одноимённом клубе.
Впервые заявил о себе на взрослом международном уровне в сезоне 1974 года, когда вошёл в основной состав западногерманской национальной сборной и выступил на чемпионате Европы в Риме — на предварительном квалификационном этапе показал результат 80,56 метра и благополучно отобрался в финал, однако затем сумел метнуть копьё лишь на 71,68 метра и занял 14 место.
Благодаря череде удачных выступлений удостоился права защищать честь страны на летних Олимпийских играх 1976 года в Монреале — в квалификации показал результат 82,54 метра, тогда как в финале с результатом 79,06 метра стал девятым.
После монреальской Олимпиады Вессинг остался в составе легкоатлетической команды ФРГ на ещё один олимпийский цикл и продолжил принимать участие в крупнейших международных соревнованиях. Так, в 1977 году он выступил на домашнем Кубке мира в Дюссельдорфе, где одержал победу в метании копья и со сборной Западной Германии стал третьим в командном зачёте. Также в этом сезоне занял четвёртое место на Кубке Европы в Хельсинки (впоследствии в связи с дисквалификацией одного из спортсменов переместился в итоговом протоколе на третью позицию).
В 1978 году превзошёл всех соперников на европейском первенстве в Праге, став таким образом чемпионом Европы в метании копья. Кроме того, в августе на соревнованиях в Осло установил свой личный рекорд (94,22), который стал лучшим результатом сезона и был вторым после мирового рекорда Миклоша Немета (94,58).
В 1979 году стал четвёртым на Кубке мира в Монреале и вторым на Кубке Европы в Турине. За выдающиеся спортивные достижения по итогам сезона был награждён «Серебряным лавровым листом».
Рассматривался в качестве кандидата на участие в Олимпийских играх 1980 года в Москве, однако Западная Германия вместе с несколькими другими западными странами бойкотировала эти соревнования по политическим причинам.
В течение своей спортивной карьеры шесть раз подряд становился чемпионом ФРГ в метании копья (1975—1980). Когда в апреле 1986 года была изменена конструкция копья, Вессинг со своим рекордом оставался на восьмой позиции среди всех результатов мира, при этом на родине он уступал только двум восточногерманским метателям Уве Хону и Детлефу Михелю.
Умер из-за осложнений после операции 7 мая 2019 года в Оснабрюке в возрасте 66 лет.